# Peter Reich von Reichenstein
Peter Reich von Reichenstein († 3. Mai oder 6. September 1296) war von 1286 bis 1296 Bischof von Basel.

## Herkunft

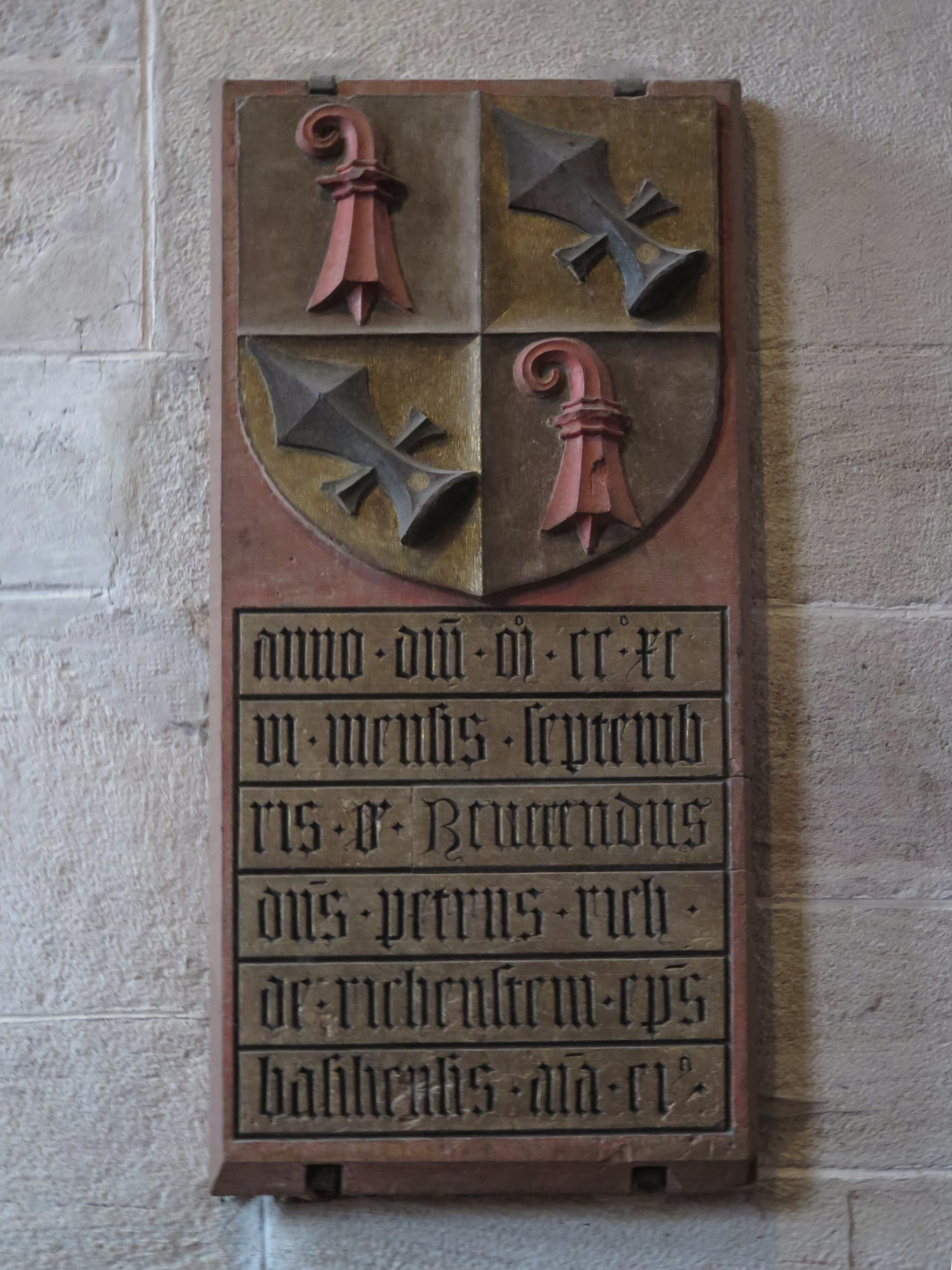
Epitaph des Bischofs Peter Reich von Reichenstein im Basler Münster

Er entstammte der in Basel ansässigen Familie Reich von Reichenstein, die im Dienste des Basler Fürstbischofs stand, sechs Basler Bürgermeister stellte und im Kanton Basel-Landschaft, Sundgau, Elsass und südlichen Schwarzwald begütert war. Sein Vater, Heinrich Reich zu Reichenstein, war 1258 Bürgermeister von Basel, sein Onkel Rudolf bekleidete dieses Amt 1262.

## Leben
Peter wird erstmals 1258 als Domherr in Basel erwähnt, ab 1264 war er Archidiakon am Basler Münster, 1272 Chorherr in Saint-Ursanne und 1274 Leutpriester zu St. Theodor in Kleinbasel.
1274 wählte ihn das Domkapitel zum Bischof von Basel, Papst Gregor X. verweigerte ihm jedoch die Bestätigung und ernannte ihn zum Dompropst in Mainz. Bischof in Basel wurde Heinrich von Isny. 1278/79 studierte Peter in Bologna. 1286 wurde er zum Erzbischof von Mainz gewählt, Papst Honorius IV. verweigerte die Ernennung, Erzbischof wurde Heinrich von Isny. Peter wurde stattdessen zum Bischof von Basel ernannt. In seiner Amtszeit förderte er den Ausbau des Münsters, gewährte den Bürgern von Delsberg und Laufen die Rechte und Freiheiten der Basler Bürger und bestätigte den Basler Zünften ihre hergebrachten Rechte. Im Konflikt mit Rainald von Mömpelgard unterstützte ihn 1289 König Rudolf I., Peter wiederum unterstützte König Adolf von Nassau 1293 bei der Belagerung von Colmar. Peter Reich von Reichenstein starb 1296 und wurde im Basler Münster bestattet.